# España en los Juegos Paralímpicos de Pekín 2008
España estuvo representada en los Juegos Paralímpicos de Pekín 2008 por un total de 138 deportistas, 105 hombres y 33 mujeres.

## Medallistas
El equipo paralímpico español obtuvo las siguientes medallas:
| Nombre                                                                                  | Deporte           | Evento                                    |
| --------------------------------------------------------------------------------------- | ----------------- | ----------------------------------------- |
| Oro                                                                                     |                   |                                           |
| David Casinos                                                                           | Atletismo         | Peso F11/12 masculino                     |
| Christian Venge                                                                         | Ciclismo en ruta  | Contrarreloj B VI 1-3 masculino           |
| Javier Otxoa                                                                            | Ciclismo en ruta  | Contrarreloj CP3 masculino                |
| César Neira                                                                             | Ciclismo en ruta  | Contrarreloj CP4 masculino                |
| Teresa Perales                                                                          | Natación          | 50 m libre S5 femenino                    |
| Teresa Perales                                                                          | Natación          | 100 m libre S5 femenino                   |
| Teresa Perales                                                                          | Natación          | 200 m libre S5 femenino                   |
| Enhamed Enhamed                                                                         | Natación          | 50 m libre S11 masculino                  |
| Enhamed Enhamed                                                                         | Natación          | 100 m libre S11 masculino                 |
| Enhamed Enhamed                                                                         | Natación          | 400 m libre S11 masculino                 |
| Enhamed Enhamed                                                                         | Natación          | 100 m mariposa S11 masculino              |
| Richard Oribe                                                                           | Natación          | 200 m libre S4 masculino                  |
| Ricardo Ten                                                                             | Natación          | 100 m braza SB4 masculino                 |
| Jesús Collado                                                                           | Natación          | 400 m libre S9 masculino                  |
| Carmen Herrera                                                                          | Yudo              | –70 kg femenino                           |
| Plata                                                                                   |                   |                                           |
| Abderrahman Ait Khamouch                                                                | Atletismo         | 1500 m T46 masculino                      |
| Yolanda Martín Santiago Pesquera José Manuel Rodríguez                                  | Bochas            | Dobles BC3 mixto                          |
| Christian Venge                                                                         | Ciclismo en pista | Persecución individual B VI 1-3 masculino |
| Roberto Alcaide                                                                         | Ciclismo en pista | Persecución individual LC2 masculino      |
| Javier Otxoa                                                                            | Ciclismo en ruta  | Ruta LC3-4/CP3 masculino                  |
| José Vicente Arzo                                                                       | Ciclismo en ruta  | Contrarreloj HC C masculino               |
| Juan José Méndez                                                                        | Ciclismo en ruta  | Contrarreloj LC4 masculino                |
| Teresa Perales                                                                          | Natación          | 50 m espalda S5 femenino                  |
| Sarai Gascón                                                                            | Natación          | 100 m braza SB9 femenino                  |
| Sandra Gómez                                                                            | Natación          | 100 m braza SB12 femenino                 |
| Ana García-Arcicollar                                                                   | Natación          | 100 m mariposa S12 femenino               |
| Richard Oribe                                                                           | Natación          | 50 m libre S4 masculino                   |
| Richard Oribe                                                                           | Natación          | 100 m libre S4 masculino                  |
| Vicente Gil                                                                             | Natación          | 50 m braza SB3 masculino                  |
| David Julián Levecq                                                                     | Natación          | 100 m mariposa S10 masculino              |
| Javier Torres                                                                           | Natación          | 150 m estilos SM4 masculino               |
| Sebastián Rodríguez                                                                     | Natación          | 200 m libre S5 masculino                  |
| Enrique Floriano                                                                        | Natación          | 400 m libre S12 masculino                 |
| Richard Oribe Sebastián Rodríguez Jordi Gordillo Daniel Vidal                           | Natación          | 4 × 50 m libre (20 ptos.) masculino       |
| Jorge Cardona José Manuel Ruiz                                                          | Tenis de mesa     | Equipo 9-10 masculino                     |
| Marta Arce                                                                              | Yudo              | –63 kg femenino                           |
| Bronce                                                                                  |                   |                                           |
| Eva Ngui                                                                                | Atletismo         | 100 m T12 femenino                        |
| Eva Ngui                                                                                | Atletismo         | 200 m T12 femenino                        |
| Abderrahman Ait Khamouch                                                                | Atletismo         | 800 m T46 masculino                       |
| Ignacio Ávila                                                                           | Atletismo         | 1500 m T13 masculino                      |
| Javier Porras                                                                           | Atletismo         | Triple salto F11 masculino                |
| Manuel Ángel Martín                                                                     | Bochas            | Individual BC2 mixto                      |
| Francisco Javier Beltrán Pedro Cordero Manuel Ángel Martín José Vaquerizo               | Bochas            | Equipo BC1-BC2 mixto                      |
| César Neira                                                                             | Ciclismo en pista | Persecución individual CP4 masculino      |
| Juan José Méndez                                                                        | Ciclismo en pista | Persecución individual LC4 masculino      |
| Roberto Alcaide                                                                         | Ciclismo en ruta  | Contrarreloj LC2 masculino                |
| Sara Carracelas                                                                         | Natación          | 50 m espalda S2 femenino                  |
| Déborah Font                                                                            | Natación          | 50 m libre S12 femenino                   |
| Teresa Perales                                                                          | Natación          | 100 m braza SB4 femenino                  |
| Esther Morales                                                                          | Natación          | 100 m espalda S10 femenino                |
| Miguel Luque                                                                            | Natación          | 50 m braza SB3 masculino                  |
| Sebastián Rodríguez                                                                     | Natación          | 50 m libre S5 masculino                   |
| Alejandro Sánchez                                                                       | Natación          | 100 m braza SB8 masculino                 |
| Pablo Cimadevila                                                                        | Natación          | 200 m estilos SM5 masculino               |
| Vicente Gil Javier Torres Sebastián Rodríguez Ricardo Ten Pablo Cimadevila Daniel Vidal | Natación          | 4 × 50 m estilos (20 ptos.) masculino     |
| Tomás Piñas                                                                             | Tenis de mesa     | Individual 3 masculino                    |
| Álvaro Valera                                                                           | Tenis de mesa     | Individual 7 masculino                    |
| María Mónica Merenciano                                                                 | Yudo              | –57 kg femenino                           |